# Chick Fit
Chick Fit è il secondo e ultimo singolo estratto dal terzo album delle All Saints, Studio 1. È stato pubblicato il 26 febbraio 2007 solo come download digitale e ha avuto un successo molto limitato. Per la promozione del singolo, e del rispettivo album, è stato prodotto un video, presentato nel gennaio del 2007.

## Tracce
| Numero | Titolo                           |      |
| CD 1   | CD 1                             | CD 1 |
| ------ | -------------------------------- | ---- |
| 1.     | "Chick Fit" (Radio Edit)         |      |
| 2.     | "I Need A Remedy"                |      |
| CD 2   |                                  |      |
| 1.     | "Chick Fit" (Radio Edit)         |      |
| 2.     | "You Don't Know Me"              |      |
| 3.     | "Chick Fit" (Kissy Sell Out Mix) |      |

## Classifiche
| Classifica (2007) | Posizione raggiunta |
| ----------------- | ------------------- |
| Romanian Top 100  | 64                  |